# Renata Madyda-Legutko
Renata Madyda-Legutko (ur. 1948 r. w Krakowie) – polska archeolog, specjalizująca się w archeologii okresu przedrzymskiego, rzymskiego i wędrówek ludów na terenie środkowoeuropejskiego Barbaricum; nauczyciel akademicki związany z Uniwersytetem Jagiellońskim.

## Życiorys
Urodziła się w 1948 roku w Krakowie. Jej ojcem był prof. Władysław Madyda, filolog klasyczny związany z krakowskim uniwersytetem. Jest absolwentką archeologii na Uniwersytecie Jagiellońskim, którą ukończyła w 1971 roku i od tego czasu jest zatrudniona w Zakładzie Archeologii Epoki Żelaza Instytutu Archeologii UJ jako asystenta. W 1980 roku obroniła pracę doktorską napisaną pod kierunkiem prof. Kazimierza Godłowskiego pt. Metalowe części pasa w okresie wpływów rzymskich i wczesnej fazy okresu wędrówek ludów w północnej części Europy środkowej. Wraz z nowym tytułem otrzymała awans na stanowisko adiunkta. Stopień naukowy doktora habilitowanego nauk humanistycznych w zakresie archeologii otrzymała w roku 1997 na podstawie rozprawy nt. Zróżnicowanie kulturowe polskiej strefy beskidzkiej w okresie lateńskim i rzymskim. W 2003 roku uzyskała stanowisko profesora nadzwyczajnego. W 2012 roku prezydent Polski Bronisław Komorowski nadał jej tytuł profesora nauk humanistycznych. W 2015 roku po śmierci prof. Piotra Kaczanowskiego przejęła obowiązki kierownika Zakładu Archeologii Epoki Żelaza Instytutu Archeologii UJ. 
Poza działalnością naukowo-dydaktyczną w latach 1991-1994 była członkiem Komisji Źródłoznawczej Komitetu Nauk Pra- i Protohistorycznych Polskiej Akademii Nauk, a od 1999 roku jest członkiem Komisji Archeologicznej PAN Oddział w Krakowie. W latach 1999–2003 pełniła funkcję wiceprzewodniczącej tejże Komisji. Od roku 1996 jest członkiem Komisji Prehistorii Karpat Polskiej Akademii Umiejętności. 

## Dorobek naukowy
Zainteresowania badawcze Renaty Madydy-Legutko koncentrują się na studiach nad zróżnicowaniem kulturowym środkowoeuropejskiego Barbaricum oraz nad chronologią i zróżnicowaniem części stroju w okresie wpływów rzymskich. Jest autorką fundamentalnych prac dotyczących problematyki typologii, chronologii i rozprzestrzenienia metalowych części pasów używanych przez ludność barbarzyńskiej Europy w okresie rzymskim i wczesnej fazie okresu wędrówek ludów. Interesuje się ponadto zagadnieniem osadnictwa w rejonie górskim w okresie rzymskim, szczególnie w strefie karpackiej. Kierownik i uczestnik wielu badań wykopaliskowych oraz projektów grantowych. Kierowała projektem mającym na celu opracowanie i publikację materiałów z cmentarzyska kultury przeworskiej w Opatowie (województwo śląskie) w ramach serii "Monumenta Archaeologica Barbarica". Podjęła również pracę nad opracowaniem materiałów zabytkowych pochodzących z terenu górnego dorzecza Sanu.
Jest uczestniczką i współorganizatorką licznych konferencji naukowych w kraju i zagranicą. W 1981 roku otrzymała nagrodę Ministra Nauki, Szkolnictwa Wyższego i Techniki III-go stopnia za pracę doktorską. W 2003 roku otrzymała nagrodę zespołową Ministra Edukacji Narodowej i Sportu za współautorstwo tomu M-34 Kraków w ramach serii wydawniczej "Tabula Imperii Romani", natomiast w roku 2012 otrzymała nagrodę indywidualną Rektora UJ za wybitne osiągnięcia naukowe. Do jej najważniejszych publikacji należą:
- Sprzączki i okucia pasa na ziemiach polskich w okresie wpływów rzymskich, "Materiały Starożytne i Wczesnośredniowieczne", IV, 1977, 351-411.
- Die Gürtelschnallen der Römischen Kaiserzeit und der frühen Völkerwanderungszeit im mitteleuropäischen Barbaricum, BAR International Series 360, Oxford 1986/1987.
- Zróżnicowanie kulturowe polskiej strefy beskidzkiej w okresie lateńskim i rzymskim. Katalog stanowisk, Rozprawy Habilitacyjne nr 304/2, Kraków 1995.
- Zróżnicowanie kulturowe polskiej strefy beskidzkiej w okresie lateńskim i rzymskim, Rozprawy Habilitacyjne nr 304/1, Kraków 1996.
- Tabula Imperii Romani, M34 - Kraków, Kraków 2002 (współautor).
- Studia nad geografią osadnictwa w górnym dorzeczu Wisły u schyłku starożytności i na początku średniowiecza, (w:) "Archeologia o początkach Słowian ", pod red. P. Kaczanowski, M. Parczewski, Kraków 2005, 307-352 (współautor).
- Strefy kulturowe w Europie środkowej w okresie rzymskim, (w:) Archeologia o początkach Słowian (red. P. Kaczanowski, M. Parczewski), Kraków 2005, 307-352, (współautor).